# シンデレラと4人の騎士
『シンデレラと4人の騎士』（韓国語: 신데렐라와 네 명의 기사）は2016年8月12日から2016年10月1日までtvNで放送されていた韓国のテレビドラマである。原作はペクミョの同名小説「シンデレラと4人の騎士」。

## あらすじ
平凡の女子高生ウン・ハウォン（パク・ソダム）がある日、コントロールできないイケメン財閥のカン・ジウン（チョン・イル）とカン・ヒョンミン（アン・ジェヒョン）とカン・ソウ（イ・ジョンシン）を“人間らしくせよ”というミッションを受けてロイヤルファミリーの家に入り同棲することになった。

## 登場人物

### 重要人物
ウン・ハウォン　演 - パク・ソダム
学費を稼ぐため10以上のバイトを掛け持ちしている。許せないものは礼儀知らず。

カン・ジウン　演 - チョン・イル
ジョンドゥの2番目の孫。父の顔を知らず施設で育つ。1年前にハヌルの家に呼び寄せられるが馴染めずにいる。

カン・ヒョンミン　演 - アン・ジェヒョン
ジョンドゥの1番目の孫。財閥家の後継者としてすべてを手に入れてきたが家族の愛を知らずに育ったため寂しさが強い。

カン・ソウ　演 - イ・ジョンシン（CNBLUE)
ジョンドゥの3番目の孫。スター歌手。父親が庶子だったため後継者争いに一歩引いてみている。

イ・ユンソン　演 - チェ・ミン
ハヌルの家を総括する会長秘書。

パク・ヘジ　演 - ソン・ナウン（Apink）
ヒョンミンの幼馴染。

### ハウォンの周辺人物
ホン・ジャヨン　演 - チョ・ヘジョン
ハウォンの親友でジョンシンの大ファン。

パク・スギョン　演 - チェ・ウォンギョン
ハウォンの継母。

チェ・ユナ　演 - コ・ボギョル
ハウォンの義姉でスギョンの連れ子。

ウン・ギサン　演 - ソ・ヒョンチョル
ハウォンの実の父親。

### ハヌルグループ
カン・ジョンドゥ　演 - キム・ヨンゴン
ハヌルグループの会長。

チ・ファジャ　演 - キム・ヘリ
ジョンドゥの5番目の妻。

## OST

### CD Part.1
1. For You - BTOB
2. My Romeo - Jessi
3. 告白 (Feat.シジン) - シンビ(GFRIEND)
4. いつか　あなた　また会えたら (Feat.モネ) -Green Cacao
5. Without You -ユン・ボミ(Apink)[10]
6. I Believe - YOUNHA
7. 星が降り注ぐキミ - DickPunks
8. Only One - Zia
9. 愛を探す方法 - シヌ(B1A4)
10. For You (Ballad ver.) - BTOB
11. 告白 - イ・ジョンシン(CNBLUE)
12. 星が降り注ぐキミ - イ・ジョンシン(CNBLUE)

### CD Part.2
1. The Chorus Of Knights (Opening Title)
2. Smile Of Blessing
3. Protect You
4. Sad Walking
5. Pit-A-Pat
6. Hallway
7. Leave Me Alone
8. Only For Her
9. Edge Of The Cliff
10. Stop The Rain
11. Parade Of Angels
12. Cinderella Story
13. Don't Cry
14. Let ‘s Cheer up!
15. Pinocchio Dance
16. Open My Arms
17. Urban Guy
18. Show Your Heart
19. Lonely Melody
20. No Mercy
21. Come On Over
22. Teardrop Raindrop
23. Friendly
24. In Front Of Sunset
25. Wondergirl
26. Closer
27. Just Say
28. Sky House
29. Our Solution

## 視聴率
| Ep   | 放送日        | 平均オーディエンスシェア | 平均オーディエンスシェア | 平均オーディエンスシェア | 参考          |
| Ep   | 放送日        | AGBニールセン            | AGBニールセン            | TNmS                     | 参考          |
| Ep   | 放送日        | 全国                     | ソウル                   | 全国                     | 参考          |
| ---- | ------------- | ------------------------ | ------------------------ | ------------------------ | ------------- |
| 1    | 2016年8月12日 | 3.549％                  | 4.548％                  | 3.7％                    | [ 11 ] [ 12 ] |
| 2    | 2016年8月13日 | 1.796％                  | 2.136％                  | 2.5％                    | [ 13 ]        |
| 3    | 2016年8月19日 | 2.680％                  | 3.043％                  | 4.7％                    | [ 14 ]        |
| 4    | 2016年8月20日 | 2.230％                  | 1.913％                  | 2.8％                    | [ 15 ]        |
| 5    | 2016年8月26日 | 2.967％                  | 2.585％                  | 3.8％                    | [ 16 ]        |
| 6    | 2016年8月27日 | 3.903％                  | 4.169％                  | 4.0％                    | [ 17 ]        |
| 7    | 2016年9月2日  | 3.216％                  | 2.855％                  | 4.2％                    | [ 18 ]        |
| 8    | 2016年9月3日  | 3.031％                  | 3.425％                  | 4.0％                    | [ 19 ]        |
| 9    | 2016年9月9日  | 3.036％                  | 2.939％                  | 3.3％                    |               |
| 10   | 2016年9月10日 | 2.748％                  | 2.883％                  | 3.1％                    | [ 20 ]        |
| 11   | 2016年9月16日 | 2.392％                  | 3.054％                  | 3.0％                    | [ 21 ]        |
| 12   | 2016年9月17日 | 2.009％                  | 1.961％                  | 2.8％                    | [ 22 ]        |
| 13   | 2016年9月23日 | 2.601％                  | 2.430％                  | 3.2％                    | [ 2 ]         |
| 14   | 2016年9月24日 | 2.407％                  | 2.334％                  | 3.2％                    | [ 3 ]         |
| 15   | 2016年9月30日 | 2.456％                  | 2.267％                  | 3.1％                    | [ 9 ] [ 4 ]   |
| 16   | 2016年10月1日 | 3.118％                  | 3.132％                  | 3.8％                    | [ 11 ] [ 23 ] |
| 平均 | 平均          | 2.76％                   | 2.85％                   | 3.5％                    |               |

## 賞とノミネート
| 年   | 賞                                  | カテゴリー         | 受信者           | 結果       |
| ---- | ----------------------------------- | ------------------ | ---------------- | ---------- |
| 2016 | 第5回APANスターアワード             | 新人女優賞         | パク・ソダム     | ノミネート |
| 2016 | 第9回コリアドラマアワード           | 最優秀俳優賞       | アン・ジェヒョン | 受賞       |
| 2016 | 第9回コリアドラマアワード           | グローバルスター賞 | アン・ジェヒョン | 受賞       |
| 2016 | 第7回マカオ国際テレビフェスティバル | 最優秀俳優賞       | アン・ジェヒョン | 受賞       |